# Crematogaster lucayana
Crematogaster lucayana är en myrart som beskrevs av Wheeler 1905. Crematogaster lucayana ingår i släktet Crematogaster och familjen myror.

## Underarter
Arten delas in i följande underarter:
- C. l. etiolata
- C. l. lucayana